# 布蘭登堡的瑪格達列娜
布蘭登堡的瑪格達列娜（德語：Magdalena von Brandenburg，1582年1月7日—1616年5月4日），黑森-達姆施塔特伯爵夫人，布蘭登堡選侯約翰·格奧爾格的女兒。

## 家庭
1598年，瑪格達列娜與路德維希五世結婚，兩人共有3子4女：
1. 伊莉莎白·瑪格達琳（法语：Élisabeth-Madeleine de Hesse-Darmstadt）（1600年—1624年）
2. 安娜·艾蕾諾爾（1601年—1659年）
3. 索菲·阿格尼絲（法语：Sophie-Agnès de Hesse-Darmstadt）（1604年—1664年）
4. 格奧爾格（1605年—1661年）
5. 朱麗安妮（1606年—1659年）
6. 約翰（英语：John of Hesse-Braubach）（1609年—1651年）
7. 腓特烈（英语：Frederick of Hesse-Darmstadt）（1616年—1682年）